# Staré Hamry
Staré Hamry település Csehországban, a Frýdek-místeki járásban. Staré Hamry Ostravice, Krásná, Bílá, Čeladná, Morávka és Klokocsóvölgy településekkel határos. Lakosainak száma 554 fő (2024. január 1.).

## Népesség
A település lakosságának változását az alábbi diagram mutatja:
| Lakosok száma | 2315 | 2594 | 2362 | 2490 | 787  | 571  | 540  | 543  | 555  | 554  |
|               | 1869 | 1890 | 1921 | 1950 | 1980 | 2001 | 2017 | 2019 | 2022 | 2024 |